# Махато Упендра
Упендра Махато — бізнесмен непальського походження, на даний момент проживає в РФ, де він представник Росії в непальських Торгово-промисловій палаті. Є почесним генеральним консулом Непалу в Республіці Білорусь. Він був президентом непальської асоціації та Міжнародного Координаційної Ради (NRNA ICC). Упендра Махато (номер 31) — співвласник інвестиційного банку Sanima Bikas Bank і фінансової компанії Standard Finance Company.

## Біографія
Закінчив Білоруський політехнічний інститут за спеціальністю «інженер-гідроенергетик».
Непальський інвестор Упендра Махато інвестував в найбільший бізнес в галузі, орієнтованій на експорт в Росію і на Захід — компанію «Інтерфорест», і співвласник «Інтерсервіс» Микола Воробей. «Інтерсервіс» також належить лісозаготівельне підприємство в Ушачах.
Активи:
- «Синтез-Вікаш Інвестментс», інвестиційна компанія та управління активами в Білорусі;
- «Амкодор», частка у виробнику дорожньо-будівельної, комунальної та сільськогосподарської техніки;
- BNK Holding, інвестиції в нерухомість в Білорусі через групу дочірніх підприємств («БНК Інжиніринг», «Міатон», «Т-Рось» та ін.), В управлінні Silver Town, Rubin Plaza, проект готелю для Hyatt Regency та ін .;
- «Альфа-банк» (Білорусь), міноритарна частка;
- Timeturns Holdigs, оператори та ліцензії на розгортання мобільного зв'язку в Непалі, Камбоджі, Бурунді, Сьєрра-Леоне, Танзанії, Уганді і ДР Конго;* Активи та нерухомість в Білорусі, Непалі, Росії, на Кіпрі та інших країнах світу[4].

Кошти, які Упендра Махато виручив разом з Олександром Мілявським за продані сім'ї Хотин Горбушкін двір і Філіон, він волів вкласти в нерухомість в Білорусі та проекти в Непалі, а не в Амкодор. В результаті проведеної в кінці 2012 року додаткової емісії акцій Амкодор власником контрольного пакета підприємства стала компанія Інтерсервіс, яку пов'язують з сенатором Олександром Шакутіним і його партнером з Новополоцька Миколою Горобцем. Таким чином, закінчився десятирічний непальський період на Амкодор, протягом якого контрольним пакетом холдингу володіли Упендра Махато і його непальські партнери.
У вересні 2012 року на один з проектів, в які інвестує Упендра Махато в мінській нерухомості, побував Олександр Лукашенко. Зведення нової будівлі центрального автовокзалу в Мінську стало обов'язковою умовою комерційної забудови цього перспективного місця. У серпні 2013 року в рамках цього об'єкта відбулося відкриття торгово-розважального центру Galileo.

## Громадська діяльність
Почесний генеральний консул Непалу в Білорусі, президент Міжнародної координаційної ради Всесвітньої асоціації непальської діаспори, голова Міжнародної асоціації випускників вузів (Мінськ), член опікунської ради Федерації мігрантів Росії, кавалер непальського ордена Suprawal Janesewa.

## Нагороди та визнання
Отримав титул «Менеджер року-2007» в Росії, організатор Вільного економічного суспільства Росії та Міжнародною Академією менеджменту. З 1997 Махато є першим іноземним громадянином Росії.